# Mohácsi komp
A mohácsi komp a Duna magyarországi szakaszán, Mohács és Újmohács között közlekedő két legnagyobb komp közül az egyik. a jobbparti 51 377-es és a balparti 5107-es mellékutakat köti össze.

## Komphajók
A mohácsit „SZIGET”-nek, míg testvérhajóját, amely Vácott közlekedik, „ÁRPÁD”-nak nevezik.
A mohácsi kompot (SZIGET) 1982-ben építették a Magyar Hajó- és Darugyár (MHD) balatonfüredi gyáregységében. Négy Rába főgép hajtja, és egy ugyanilyen motor működteti a generátort (segédgép). Legnagyobb hossz: 45,30 m, szélesség a főbordán: 11 m. Teherbírás: 150 t, befogadóképesség: 400 fő.
2010-ben a mohácsi révhajózás felújította a „LIGET” nevű, kisebb befogadóképességű komphajót, melyet a téli, kisebb forgalmú időszakban használnak. Ennek a kompnak csak két főgépe van, teherbírása: 35 t. Az éjszakai átkelést nyári időszakban a „VUK”, az év többi szakában a „MOHÁCS PORT” nevű kishajó biztosítja.